# Prix Schafer
Pour les articles homonymes, voir Schafer.
Le prix de mathématiques Alice T. Schafer est décerné chaque année à une femme de premier cycle pour l'excellence en mathématiques par l'Association for Women in Mathematics (AWM). Le prix, qui comporte une récompense monétaire, porte le nom de l'ancienne présidente et membre fondatrice de l'AWM, Alice T. Schafer ; il a été décerné pour la première fois en 1990.

## Lauréates
Les lauréates du prix de mathématiques Alice T. Schafer sont  :
- 1990 : Linda Green, Elizabeth Wilmer
- 1991 : Jeanne Nielsen
- 1992 : Zvezdelina Stankova
- 1993 : Cathy O'Neil, Dana Pascovici
- 1994 : Jing-Rebecca Li
- 1995 : Ruth Britto
- 1996 : Ioana Dumitriu
- 1997 : Non décerné [3]
- 1998 : Sharon Ann Lozano, Jessica Purcell
- 1999 : Caroline Klivans (en)
- 2000 : Mariana E. Campbell
- 2001 : Jaclyn (Kohles) Anderson
- 2002 : Kay Kirkpatrick, Melanie Wood
- 2003 : Kate Gruher
- 2004 : Kimberley Spears
- 2005 : Melody Chan
- 2006 : Alexandra Ovetsky
- 2007 : Ana Caraiani
- 2008 : Galyna Dobrovolska, Alison Miller
- 2009 : Maria Monks
- 2010 : Hannah Alpert, Charmaine Sia
- 2011 : Sherry Gong
- 2012 : Fan Wei
- 2013 : Murphy Kate Montee
- 2014 : Sarah Peluse
- 2015 : Sheela Devadas
- 2016 : Mackenzie Simper
- 2017 : Hannah Larson
- 2018 : Libby Taylor [4]
- 2019 : Naomi Sweeting
- 2020 : Natalia Pacheco-Tallaj [5]
- 2021 : Elena Kim [6]
- 2022 : Letong (Carina) Hong[7]
- 2023 : Faye Jackson[8].